# Voltio
Voltio, pseudonimo di Julio Irving Ramos Filomeno (San Juan, 20 marzo 1977), è un rapper portoricano.
Tra gli innumerevoli brani di reggaeton egli ha spesso contribuito per la parte rap in alcuni pezzi salsa, tra cui Mi Libertad, ripresa da Jerry Rivera di Frankie Ruiz, sulla Hachero pa' un palo di La Sonora Ponceña, Amor de una noche  (2005) e Ella Volvio (2006) di N'Klabe, sul remix di So Amazing dei Jagged Edge, Christina Milian Dip It Low e sul titolo di Ricky Martin I Am.
Per il suo tubo El Bumper ha invitato Pitbull e Lil Rob. In En Mi Puertorro insieme a Andy Montañez cantano la versione portoricana di Locos por mi habana di Manolito Simonet y su trabuco (Cuba).

## Discografia

### Album
- 2003 - Los Dueños del Estilo
- 2004 - Voltage AC
- 2005 - Voltio
- 2007 - En Lo Claro

### Singoli
- Guasa guasa Voltio & Tego Calderón, 2004. (Disses Lito y Polaco e Pina Records)
- Julito Maraña, 2004
- Bumper, 2004
- Bumper (Remix) feat. Pitbull e Lil Rob, 2005
- Chulin Culín Chunfly feat. Calle 13, 2005
- Chulin Culín Chunfly (Street Mix) feat. Calle 13 e Three 6 Mafia, 2005
- Se Van, Se Van feat. Tego Calderón, 2005
- Chevere feat. Notch